# Lipotactes orlovi
Lipotactes orlovi är en insektsart som beskrevs av Andrej Vasiljevitj Gorochov 1996. Lipotactes orlovi ingår i släktet Lipotactes och familjen vårtbitare. Inga underarter finns listade i Catalogue of Life.